# Station Spangsbjerg
Station Spangsbjerg is een station in de wijk Spangsbjerg in het Deense Esbjerg. Het station ligt aan de spoorlijn van Esbjerg naar Struer. Spangsbjerg wordt zowel bediend door de treinen van Esbjerg naar Skjern als de treinen van Esbjerg naar Nørre Nebel